# Diaojiaba Shuiku
Diaojiaba Shuiku (kinesiska: 刁家坝水库) är en reservoar i Kina. Den ligger i provinsen Liaoning, i den nordöstra delen av landet, omkring 210 kilometer söder om provinshuvudstaden Shenyang. Diaojiaba Shuiku ligger 5 meter över havet. Arean är 3,5 kvadratkilometer. Trakten runt Diaojiaba Shuiku består till största delen av jordbruksmark. Den sträcker sig 2,9 kilometer i nord-sydlig riktning, och 3,1 kilometer i öst-västlig riktning.
Genomsnittlig årsnederbörd är 1 227 millimeter. Den regnigaste månaden är juli, med i genomsnitt 431 mm nederbörd, och den torraste är januari, med 10 mm nederbörd.